# Flughafen Cahul

i7
i11
i13
Der Internationale Flughafen Cahul (rumänisch Aeroportul Internațional Cahul, russisch Международный аэропорт Кагул, ICAO-Code: LUCH) ist der drittgrößte internationale Zivilflughafen in der Republik Moldau, der die Stadt Cahul und den Süden Moldawiens für zivile Passagier- und Frachtflüge bedient.
Betreiber des internationalen Flughafens Cahul war das Kommunalunternehmen Compania Aeriană Cahul Aero, das zu 100 % vom Bezirksrat Cahul gegründet wurde. Das am 10. Januar 1996 gegründete Unternehmen wurde am 23. Januar 2013 aufgelöst und aus dem Register gelöscht.
Die letzten Flüge des Flughafens Cahul fanden im Oktober 2001 statt, und 2004 wurde ihm die Betriebsgenehmigung entzogen. Der Flughafen umfasst mehr als 100 Hektar. Nach einer Studie der Weltbank und der moldauischen Regierung werden für die Modernisierung 36 Millionen Dollar benötigt.